# الوین (اتحادیه)، ویسکانسین
الوین (اتحادییه)، ویسکانسین (به انگلیسی: Alvin (community), Wisconsin) یک محدوده ثبت‌نشده در ایالات متحده آمریکا است که در شهرستان فارست، ویسکانسین واقع شده‌است.

## خصوصیات
الوین ۵۱۲٫۰۷ متر بالاتر از سطح دریا واقع شده‌است.